# Bajram Begaj
Bajram Begaj (Rrogozhinë, 20 maart 1967) is een Albanees politicus en sinds juli 2022 president van Albanië. Begaj was voor hij in deze functie trad werkzaam als militair waar hij deel uitmaakte van de generale staf van het Albanese leger.
- Gemeinsame Normdatei: 1263516653
- Virtual International Authority File: 2087165930962168530007